# 心意六合拳
心意六合拳（しんいりくごうけん・しんいろくごうけん・心意陸合拳・心意拳XinYiquan）は、内家拳に分類される中国武術の一派であり、主に中国河南省に在住するイスラム教を信仰する（回族）の人々の間で発展した武術である。（六合拳と呼ばれる武術は複数あり、注意を要する。）
その技法内容は、十大形（龍形拳、虎形拳、猴形拳、馬形拳、鶏形拳、鷂形拳、燕形拳、蛇形拳、鷹形拳、熊形拳）と称される十種類の動物の象形と意を表した単式拳と、四把捶などの数種の套路（伝承されている套路は四把捶のみという派も多い。）、槍術、大型のヌンチャクである長梢子棍・二節棍などの武器術などから構成されている。同じ回族系拳法の八極拳と同様に強大な発勁で知られる拳である。心意六合の「六合」とは、「心と意・意と気・気と力」からなる内三合と「手と足・肘と膝・肩と股」からなる外三合を合わせたものである。
心意拳を大別すると、河南省伝来の回族に起源のある派を心意六合拳と呼び、山西省の漢族に起源のある派を六合心意拳と呼ぶ。両者は伝承する民族の特徴・思想的・宗教的差異を武術に反映し、お互いが独自に発達した為、現代では技法体系に相違する部分も多数あるが、共にそのルーツは山西省出身の武術家の姫際可が創始した心意拳に由来するとされる。姫は心意拳の創始後、次なる優れた伝承者を探して失伝することも厭わず国内広くを探し求めたが、姫の技を継承出来た者は安徽省秋浦在住の曹継武ただ一人であった。心意拳はこの曹から回族の馬学礼と、漢族の戴隆邦のふたりに伝えられ、それぞれが現在に伝わる心意六合拳と六合心意拳へと独自に発展した。

## 他門派への影響
三三拳譜の存在などが知られている。また、心意六合拳の古譜（古伝書）は、古くから回族の居住地域にほど近い河南省陳家溝在住の、陳氏太極拳を伝承することで知られる陳氏一族の手にも伝来し、陳氏は心意拳を積極的に研究しその技を自分たちの拳に採り込んだ形跡が見られるとする説がある。心意拳の陰陽理論と技法は、元は少林拳系の一種であった陳氏の拳に根本から革新をもたらし、太極拳の誕生を促したのではないかと推測する研究者もいる。

## 日本国内の普及
日本では無名だった心意六合拳を比較的早期に紹介したのは上海出身の武術家、井継有(廬崇高派)であり、雑誌「武術」1987年7月号で「上海のケンカ拳法」というサブタイトルで特集を組まれている。また、松田隆智原作の漫画『拳児』において、主人公のライバルであるトニー・譚が使う必殺武術として劇画化された。